# LungenClinic Grosshansdorf

Ansicht der LungenClinic vom Park aus

Die LungenClinic Grosshansdorf GmbH, bis 2012 Krankenhaus Großhansdorf, ist eine überregionale Fachklinik für  Erkrankungen der Lunge und Atemwege. 

## Fachabteilungen
Die nahe Hamburg gelegene, seit 1900 bestehende LungenClinic Grosshansdorf mit einem Versorgungsauftrag für Schleswig-Holstein behandelt jährlich 12.000 Patienten stationär und ambulant. Sie hat 179 Planbetten. Schwerpunkte der Klinik sind Pneumologie, Onkologie und Thoraxchirurgie unterstützt durch Anästhesie und Radiologie. Sie verfügt über zahlreiche Diagnostik- und Therapieeinrichtungen zur Behandlung von Lungenerkrankungen. Diese umfassen Palliativmedizin, Endoskopie, Intensivversorgung, Kardiologie, Lungenfunktionslabor, Schlaflabor, Physiotherapie, Sonografie sowie ein Klinisches Labor.
2012 wurde die LungenClinic die erste von der Deutschen Krebsgesellschaft mit dem Prädikat Lungenkrebszentrum versehene Klinik in Norddeutschland. Sie ist zudem von der Deutschen Gesellschaft für Pneumologie zertifiziertes Weaning-Zentrum, von der Deutschen Gesellschaft für Thoraxchirurgie zertifiziertes Kompetenzzentrum Thoraxchirurgie sowie nach DIN EN ISO 9001 zertifiziert.

## Forschung und Lehre
Die LungenClinic engagiert sich in Forschung und Lehre. Sie ist Akademisches Lehrkrankenhaus der Universität zu Lübeck. Gemeinsam mit Partnern – wie dem auf dem Campus angesiedelten Pneumologischen Forschungsinstitut – führt sie Klinische Studien zur Erforschung verbesserter Behandlungsmethoden durch.
Darüber hinaus ist die LungenClinic innerhalb des Standortverbunds Airway Research Center North (ARCN) Gründungsmitglied des Deutschen Zentrums für Lungenforschung (DZL).
Die LungenClinic ist eines der europaweit ersten von der europäischen Fachgesellschaft European Respiratory Society (ERS) ausgezeichneten Training Centres in Respiratory Medicine.

## Organisationsform
Die LungenClinic ist eine gemeinnützige Einrichtung. Ihre Trägerin ist die Deutsche Rentenversicherung Nord.